# Scarborough Centre (Toronto Subway)

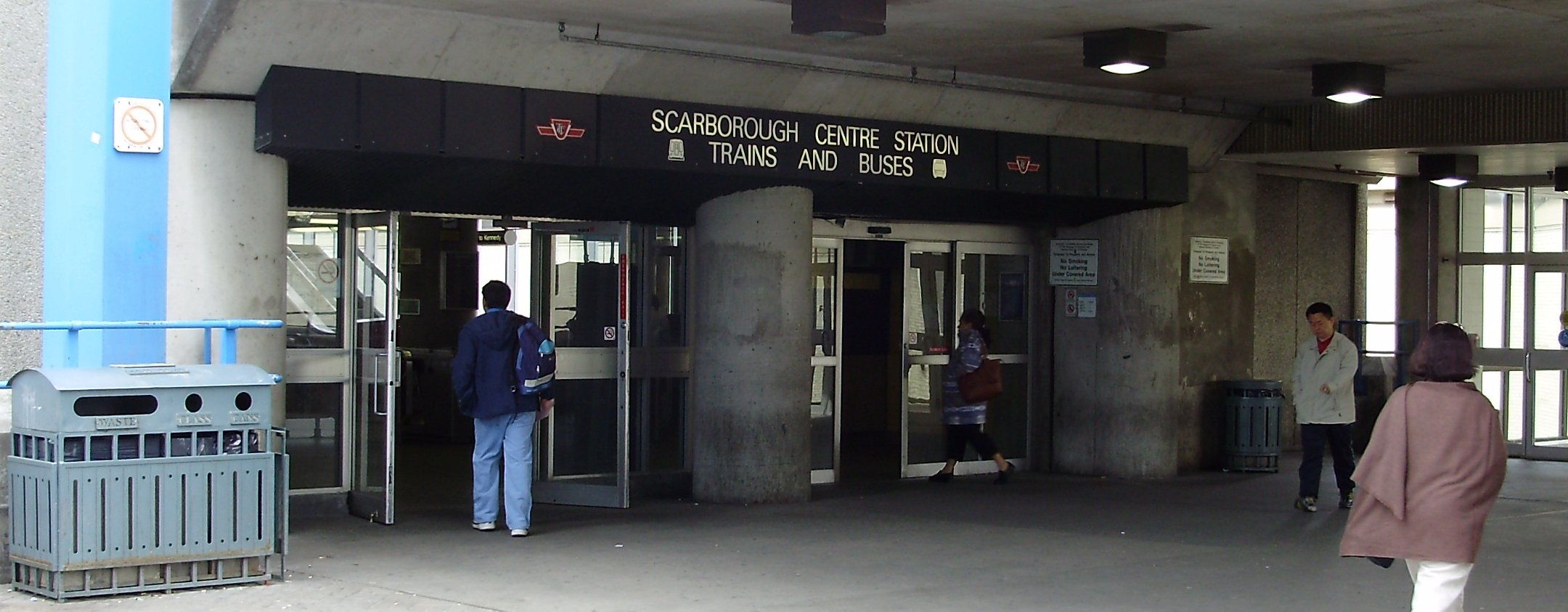
Eingang zur Station Scarborough Centre

Scarborough Centre ist ein Busterminal in Toronto, der Buslinien der Toronto Transit Commission (TTC) bedient. Diese Station liegt, nördlich der Ellesmere Road beim Südeingang des Einkaufszentrums Scarborough Town Centre. Scarborough Centre war auch eine oberirdische U-Bahn-Station auf der Scarborough-Linie der Toronto Subway bis zur Schließung dieser Linie am 24. Juli 2023 nach einer Entgleisung. Die Station wurde täglich von durchschnittlich 23.050 Fahrgästen genutzt (2018).

## Station

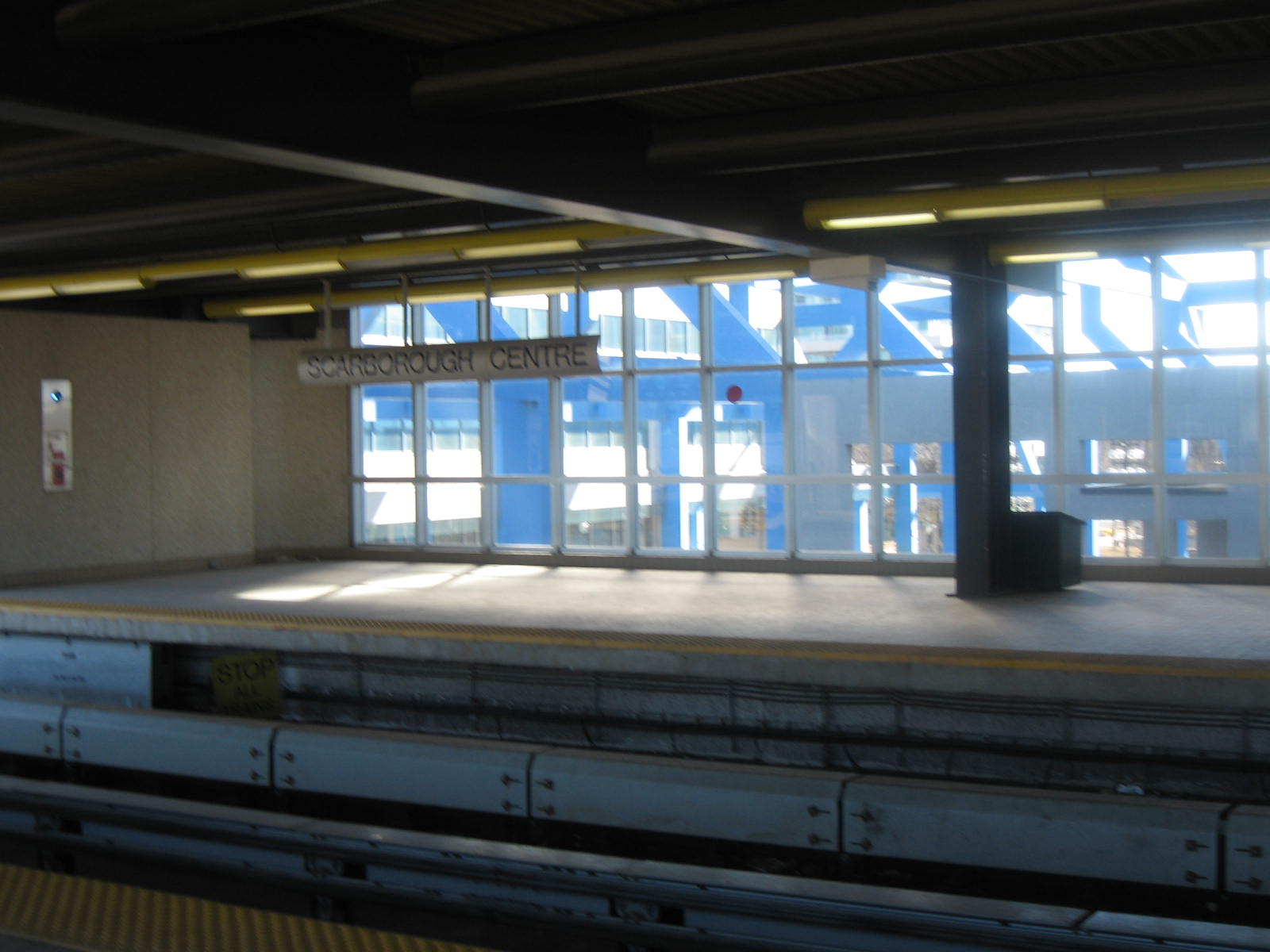
Blick auf den Bahnsteig

In der Nähe befinden sich auch das Scarborough Civic Centre (Rathaus der ehemaligen Stadt Scarborough) und das Service Canada Centre, ein Verwaltungszentrum der Bundesregierung. Die Station hatte drei Ebenen. Zuoberst befanden sich die Bahnsteige der Scarborough-Linie, wo die Strecke in diesem Bereich auf einem Viadukt verlief. In der Mitte gibt es eine Verteilerebene mit Zugang zum Einkaufszentrum. Am Boden steht der Busterminal der Toronto Transit Commission (TTC), wo 16 Buslinien ihre Endstation haben. Bis die TTC die Anlage für TTC-Busse umbaute, befand sich der Scarborough Centre Bus Terminal, östlich von dem TTC-Busterminal, von wo aus Vorortslinien von GO Transit sowie Überlandbusse verkehrten.

## Geschichte
Die Eröffnung der Station erfolgte am 24. März 1985, zusammen mit der gesamten Scarborough-Linie zwischen Kennedy und McCowan. Drei Jahre zuvor waren erstmals Pläne für die Sheppard-Linie präsentiert worden, die im Endausbau Scarborough Centre mit beiden Außenästen der Yonge-University-Linie bei Sheppard-Yonge und Downsview verbunden hätte. Nach über einem Jahrzehnt politischer Auseinandersetzungen wurden 1995 die Planungen für den größten Teil der Strecke eingestellt. 2003 veröffentlichte die TTC einen Bericht, der eine Verlängerung der Sheppard-Linie von Don Mills nach Scarborough Centre als höchste Priorität einstufte, weil die Strecke nur so ihren vollen Nutzen entfalten könne. Doch auch dieser Plan wurde zurückgestellt.
Mit der Schließung der Scarborough-Linie am 24. Juli 2023 wurde der TTC-Busterminal immer belebter, da er von den zahlreichen Shuttlebussen genutzt wird, die zwischen den Stationen Kennedy und Scarborough Centre pendeln. Gemäß aktuellen Planungen wird die Scarborough-Linie durch eine Verlängerung der Bloor-Danforth-Linie ersetzt werden, jedoch auf einer anderen Route. Entlang dieser Verlängerung östlich der bestehenden Station wird eine neue Station Scarborough Centre gebaut, der etwa 2030 eröffnet werden soll.